# Instrumental (álbum de Almir Sater)
Instrumental é o primeiro álbum totalmente instrumental de Almir Sater originalmente lançado em 1985 e contando com a participação de vários músicos. Em 1984 Almir Sater cria a Comitiva Esperança e viaja pelo Mato Grosso realizando um trabalho de pesquisa sobre a cultura local. Desse trabalho, surgem o disco Instrumental (1985) e o documentário Comitiva Esperança (1986), dirigido por Wagner de Carvalho. 
Esse álbum é muito peculiar onde Sater recria um clássico de Tião Carreiro (Rio de Lágrimas) e usa instrumentos não tão comuns na música sertaneja como o berimbau, a bateria eletronica e a cítara.
A faixa Luzeiro foi escolhida pela Rede Globo como tema de abertura do programa Globo Rural, que se mantêm no ar há 38 anos e a faixa Benzinho entrou para a trilha sonora da novela Cabocla. 

## Crítica
Tárik de Souza, para o Jornal do Brasil publicou em sua coluna que Instrumental "...acrescenta uma nota de pessoal originalidade à uniformização de timbres da Babel do Consumo." 
Marco Augusto Gonçalves, da Folha de S. Paulo, escreveu que "...Almir tira a viola do saco e, com uma técnica de primeira linha, viaja pelos cerrados, pelos pantanais e recantos da sonoridade do matão". 

## Faixas
1. Corumbá 3:52 (Guilherme Rondon - Almir Sater)
2. Minas Gerais 1:36 (Almir Sater)
3. Vinheta do Capeta 0:55 (Carlão de Souza - Almir Sater)
4. Luzeiro 5:24 (Almir Sater)
5. Benzinho 2:52 (Almir Sater)
6. Rio de Piracicaba 3:24 (Tião Carrero - Piraci - Lorival dos Santos)
7. Na Piratininga : de Jeep 1:43 (Tavinho Moura)
8. Doma 3:42 (Zé Gomes - Almir Sater)
9. Viola de Buriti 2:32 (Almir Sater)
10. ... E de Minas prá Riba 3:10 (Zé Gomes - André Gomes - Almir Sater)